# Regne d'Efutu
El regne d'Efutu fou un regne històric i avui dia un regne tradicional del poble guan futu al sud-oest de la moderna Ghana.
El regne va ser fundat vers el 1400 a la zona de Winneba pels guans, aborígens de Ghana, juntament amb un altre estat germà, l'estat de Guafo (Eguafo). La llegenda fins i tot diu que un dels primers reis de Fetu era un gran menjador de crancs que abundaven a les zones baixes pantanoses al voltant dels turons de la present Cape Coast. Un segle i mig després una part de la població d'aquest regne, anomenat Futu, va marxar i es va establir al nord de Cape Coast i l'assentament es va dir Kotokuraba (Rierol dels Crancs), creixent amb l'ajut de Futu. El cranc fou l'emblema tradicional d'aquests pobles. Amb el temps un altre conjunt de cabanes va sorgir a prop de la platja, que es va convertir en actiu centre comercial, on es van intercanviar sal i altres productes bàsics. Aquest nou establiment es coneixia com a Gwa o Igwa (Oguaa) i va créixer ràpidament la població arran de l'afluència de la gent de Efutu. Quan W. J. Mueller va ser capellà a la fortalesa danesa, Fredrickdborg, des de 1661-1669, el rei de Fetu es deia Aduafo i era un poderós governant que era temut i honorat pel seu poble.
En 1693, el regne Fetu va ser derrotat per les forces aliades d'Assin i Asebu. El Efutuhene Nana Essifie Kuma va transferir la seva capital de Efutu a Oguaa. En arribar, els nous immigrants es van establir en tres àrees diferents, a saber. Bentsil, l'àrea de les terres altes darrere del castell de nova construcció; Nkum, el terreny en pendent, a la riba oest del corrent per sota Bentsil; i Intsin, el terreny elevat a la banda est del corrent. Llavors el regne d'Oguaa va passar a ser més important que el vell regne d'Efutu que no obstant va subsistir com a tributari i encara forma un regne tradicional.

## Reis
- ? - 1666 Aduafo
- 1666 - 1712 Ghartey I
- 1712 - 1749 Bortse Komfo Amu
- 1750 - 1784 Ghartey II
- 1784 - 1815 Ayireba Gyateh
- 1815 - 1816 Bondzie Quaye (1st time)
- 1817 - 1820 Ghartey III (1st time)
- 1820 - 1828 Bondzie Quaye (2nd time)
- 1828 - 1857 Ghartey III (2nd time)
- 1858 - 1872 Henry Acquah I
- 1872 - 1897 Robert J. Kwame Gyateh Akyeampong Ghartey IV (Gyateh Kuma)
- 1898 - 1909 George Acquah II (primera vegada)
- 1909 - 1914 Regència
- 1914 - 1916 George Acquah II (segona vegada)
- 1916 - 1919 Regència
- 1919 - 1941 Ayirebe Acquah III (primera vegada)
- 1941 - 1946 Regència
- 1946 Ayirebe Acquah III (segona vegada)
- 1946 - 1977 Ghartey V
- 1977 Ayirebe Acquah IV (primera vegada)
- 1978 - 1985 Bondzie-abe III
- 1985 - 1993 Ayirebe Acquah IV (segona vegada)
- 1993 Ayirebe Acquah V
- 1993 - 1994 Ghartey VI
- 1994 - 1996 Regency
- 1996 - Neenyi Ghartey VII